# ملعب رينيه بليفين
ملعب رينيه بليفين هو ملعب متعدد الاستخدام يقع في كوتونو عاصمة بنين . غالبا ما يتم استخدامه لمباريات كرة القدم . يسع الملعب لجلوس 10 آلاف متفرج . يعتبر الملعب الرسمي الذي يخوض فيه نادي ريكينز أتلانتيك مبارياته . تم افتتاح الملعب في سنة 1964 .